# Nia Williams
Nia Williams (* 19. September 1990 in Roeland Park, Kansas) ist eine US-amerikanische Fußballspielerin.

## Karriere
Anfang 2013 wurde Williams während des College-Drafts zur Saison 2013 in Runde vier an Position 27 vom FC Kansas City verpflichtet und gab ihr Ligadebüt am 18. Mai 2013 gegen die Boston Breakers. In der Saison 2017 stand Williams im Kader des WPSL-Teilnehmers GSI Pride.

## Privates
Ihr Vater Huw Williams spielte in seiner Jugend für Nachwuchsmannschaften der Blackburn Rovers und war walisischer Jugendnationalspieler. Von 2013 bis 2016 war er Assistenztrainer von Vlatko Andonovski beim FC Kansas City, ab der Saison 2017 Cheftrainer der GSI Pride.